# Ängshumla
Ängshumla (Bombus pratorum) är en insekt i överfamiljen bin (Apoidea). 

## Beskrivning
Ängshumlan är en mycket liten och korttungad art. Drottningarna blir 15 - 17 millimeter långa, arbetarna  9 - 14 millimeter, hanarna 11 - 13 millimeter. Den är svart med en bred gul halskrage och röd bakkroppsspets. Hanens halskrage är ofta väldigt bred och kan täcka det mesta av mellankroppen. Arbetarna är vanligen betydligt mindre än drottningen.

## Ekologi
Ängshumlan förekommer i skogar och skogsbryn, gärna i buskageterräng, översvämningsängar, ängar, skogsstäpper, trädgårdar, parker, vägrenar och fruktodlingar. Humlan är tidig; hanarna, som normalt utvecklas sent, visar sig ofta redan i slutet på maj.
Boet, som är litet och normalt innehåller mindre än 100 individer, kan placeras litet varstans, både ovan och under jord; i övergivna smågnagarbon, under hustak, i gamla fågelbon, träd, häckar och buskage.
Humlan besöker ett flertal näringsväxter som vinbär, krusbär, blåbär, fruktträd, mjölkört, kråkvicker, johannesört, sälg, ljung, lingon, hallon, björnbär, midsommarblomster, kovall, rallarros, ängsvädd, åkervädd, gullris och oxtunga.

### Fortplantning
Som många andra humlehanar är ängshumlans hanar patrullerare, det vill säga de flyger längs en fast, ganska låg bana (i höjd med de nedersta trädgrenarna) i terrängen för att söka efter parningsvilliga ungdrottningar (det vill säga drottningar födda samma år av den grundläggande honan). Flera hanar brukar samsas om samma bana. I Storbritannien är det inte ovanligt att humlan hinner med en andra generation under året, ofta etablerad i redan existerande bon på nedåtgående, som främst producerar könsdjur (drottningar och hanar). En liten andra generation kan uppkomma även i Sverige, men vanligtvis hinner den inte producera några drottningar.

## Utbredning
Arten förekommer i hela Europa där den är vanlig utom längst i syd, där den främst är en bergsart. Vidare förekommer den i de nordturkiska och nordiranska bergen. Den förekommer inte på de ukrainska eller sydryska stäpperna, men väl på Krim och öster om Uralbergen fläckvis i Altaj och Sibirien till Jenisejfloden. I Sverige förekommer den allmänt i hela landet upp till skogsgränsen i norra Norrlands fjälltrakter. Dock har den inte lyckats etablera sig på Gotland. I Finland är biet väletablerat och finns i hela landet, från Åland och sydkusten till norra Lappland, fast med tonvikt på den södra delen.

## Status
Globalt klassificerar Internationella naturvårdsunionen (IUCN) arten som livskraftig (LC), då populationen ökar och inga hot är registrerade.
Arten är klassificerad som livskraftig ("LC") både i Sverige och i Finland.